# サイード・アブデヴァリ
モラード・サイード・アブデヴァリ (ペルシア語:  مراد سعید عبدولی, ラテン表記:Saeid Abdevali, 1989年11月4日 - ) は、イランのレスリング選手。2016 リオデジャネイログレコローマンスタイル75キロ級の銅メダリストである。サエード・アブデヴァリと表記されることもある。

## 来歴
アンディーメシュク出身。2010年のアジア大会で優勝すると、2011年の世界選手権でも優勝した。
2012年ロンドンオリンピックでは準々決勝でフランスのスティーブ・ゲノと対戦して敗れたが、イランでは相手の反則が審判に見過ごされた結果の敗戦だと認識されて国際レスリング連盟（FILA）へのサイバーテロが引き起こされる事態にもなったという。
2014年に仁川で開催されたアジア大会では準決勝で地元韓国の鄭智鉉と対戦すると、第1ピリオドにおいて先にポイントを取られるが、がぶり返しからフォールに持ち込み一度は逆転の勝利が宣せられた。しかし韓国側のチャレンジ（ビデオ判定）により、がぶり返しが首のみを極めて投げた反則技とみなされて勝利が取り消されると、第2ピリオドでポイントを追加されて結局敗れた。イランレスリング協会はこの判定を不服として、世界レスリング連合（UWW）に提訴した。

## 実績
- オリンピック
  - 2016年ロンドンオリンピック 銅メダル
- 世界選手権
  - 優勝　2011年
- アジア競技大会
  - 優勝　2010年
  - 3位　2014年
- アジア選手権
  - 3位　2009年